# روجر سكينر
روجر سكينر (بالإنجليزية: Roger Skinner)‏ هو محامي وقاضي وسياسي أمريكي، ولد في 1 يونيو 1773 بليتشفيلد في الولايات المتحدة، وتوفي في 19 أغسطس 1825. حزبياً، نشط في الحزب الجمهوري الديمقراطي. وقد انتخب عضو جمعية ولاية نيويورك وانتخب عضو مجلس ولاية نيويورك.